# Carlos Biasutto
Carlos Ángel Biasutto (Buenos Aires, Argentina; 22 de febrero de 1946) es un exfutbolista y director técnico argentino. Jugaba como arquero y su primer equipo fue Atlanta. Su último club antes de retirarse fue Platense.

## Trayectoria

### Como jugador
Sus inicios en el fútbol profesional se dieron en Atlanta, club en el que disputó 117 partidos entre 1965 y 1968.
Su llegada al Canalla se produjo en 1969, procedente del Bohemio, con la idea de ser el reemplazante de Edgardo Andrada, quien dejó el club a mediados del Metropolitano de ese año. Su debut fue ante su ex-club el 11 de mayo en Buenos Aires, igualdad en dos tantos. Para 1970 la competencia por la titularidad del arco centralista fue exigente para Biasutto; había llegado Norberto Menutti recomendado por Ángel Tulio Zof, mientras que había subido al plantel de primera Ramón Chupete Quiroga. Formó parte del plantel campeón en el Nacional 1971, aunque no llegó a jugar partidos en dicho torneo. Durante 1972, Biasutto comenzó a ganarle el puesto a Menutti, hasta que este último dejó el club a fin de año, transferido a Lanús. Fue el titular en un nuevo título para el Canalla, el Nacional 1973. Se mantuvo en el club hasta mediados de 1975, habiendo obtenido dos subcampeonatos a nivel nacional (en 1974) y participando de las campañas de Copa Libertadores, destacándose la de 1975, en la que el conjunto rosarino llegó hasta semifinales. En seis años y medio en el club, atajó 218 partidos, recibiendo apenas 230 goles.
Continuó su carrera en Boca Juniors, club con el que se consagró campeón en el Metropolitano 1976. Luego de un paso por Millonarios de Colombia, jugó nuevamente en Argentina, primero en Unión de Santa Fe y luego en Platense, club al que defendió durante seis temporadas, con 249 partidos, siendo el futbolista Calamar con más partidos en Primera División. Se retiró en 1986.
En su carrera como futbolista profesional, Biasutto totalizó 636 encuentros jugados en la Primera División de Argentina, lo que lo convierte en el cuarto futbolista con más partidos en dicha liga, detrás de Hugo Gatti, Ricardo Bochini y Carlos Navarro Montoya.

### Como entrenador
Desarrolló su carrera en esta profesión desde principios de la década de 1990 hasta mediados de la del 2000. Su primera vez al frente de un plantel mayor fue en Belgrano de Córdoba, en el año 1990. Posteriormente tendría otra etapa en el Pirata (2000-2001). En Argentina también comandó a Atlético Rafaela, en el Campeonato Nacional B 1993-94, durante 26 partidos. En Bolivia fue entrenador de Blooming en tres ocasiones: 1992-1993, 1994 y 1995, totalizando 36 encuentros. En dicho país también entrenó a Wilstermann (2001 y 2003) y Aurora (2006). También ejerció en Melgar de Perú, durante el año 2002.

## Clubes

### Como jugador
| Club              | País      | Año       |
| ----------------- | --------- | --------- |
| Atlanta           | Argentina | 1965-1968 |
| Rosario Central   | Argentina | 1969-1975 |
| Boca Juniors      | Argentina | 1975-1976 |
| Millonarios       | Colombia  | 1977-1978 |
| Unión de Santa Fe | Argentina | 1978-1979 |
| Platense          | Argentina | 1980-1986 |

### Como entrenador
| Club                | País      | Año       |
| ------------------- | --------- | --------- |
| Belgrano de Córdoba | Argentina | 1990      |
| Blooming            | Bolivia   | 1992-1993 |
| Atlético Rafaela    | Argentina | 1993-1994 |
| Blooming            | Bolivia   | 1994-1995 |
| Deportivo Municipal | Perú      | 1997      |
| Belgrano de Córdoba | Argentina | 2000-2001 |
| Wilstermann         | Bolivia   | 2001      |
| Melgar              | Perú      | 2002      |
| Wilstermann         | Bolivia   | 2003      |
| Aurora              | Bolivia   | 2006      |

## Palmarés
| Título           | Club            | País      | Año    |
| ---------------- | --------------- | --------- | ------ |
| Primera División | Rosario Central | Argentina | N-1971 |
| Primera División | Rosario Central | Argentina | N-1973 |
| Primera División | Boca Juniors    | Argentina | M-1976 |